# Machaon (papillon)
Papilio machaon · Grand porte-queue
Pour les articles homonymes, voir Machaon.
Pour l'autre espèce appelée « Grand porte-queue », voir Papilio cresphontes.
Espèce
Statut de conservation UICN

 LC : Préoccupation mineure
Le Machaon jaune  ou Grand porte-queue (Papilio machaon) est une espèce de lépidoptères de la famille des Papilionidae. Présent dans la plupart des régions tempérées de l'hémisphère nord, ce grand papillon est particulièrement connu du grand public en Europe où il est commun.

## Morphologie

### Papillon
L'imago du Machaon est un grand papillon de forme vaguement triangulaire possédant une queue, d'une envergure de 55 à 90 mm et reconnaissable à ses grands vols planés. Il bat des ailes 300 fois par minute, soit à peine 5 fois à la seconde.
Les ailes ont un fond jaune clair. Elles présentent des dessins noirs et une bordure noire ornée de macules bleues et une macule rouge à l'aile postérieure.

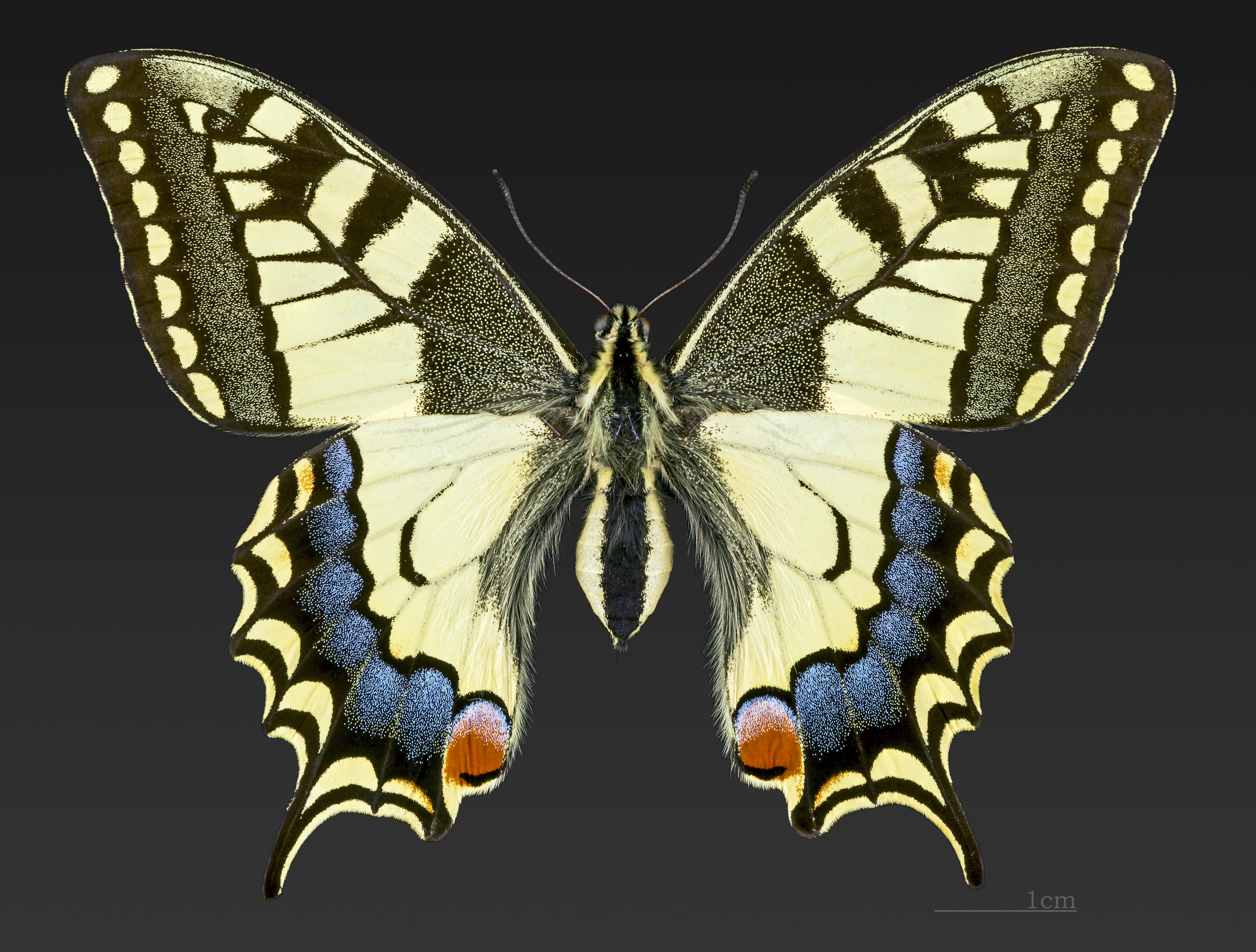
Femelle - Face dorsale (muséum de Toulouse).
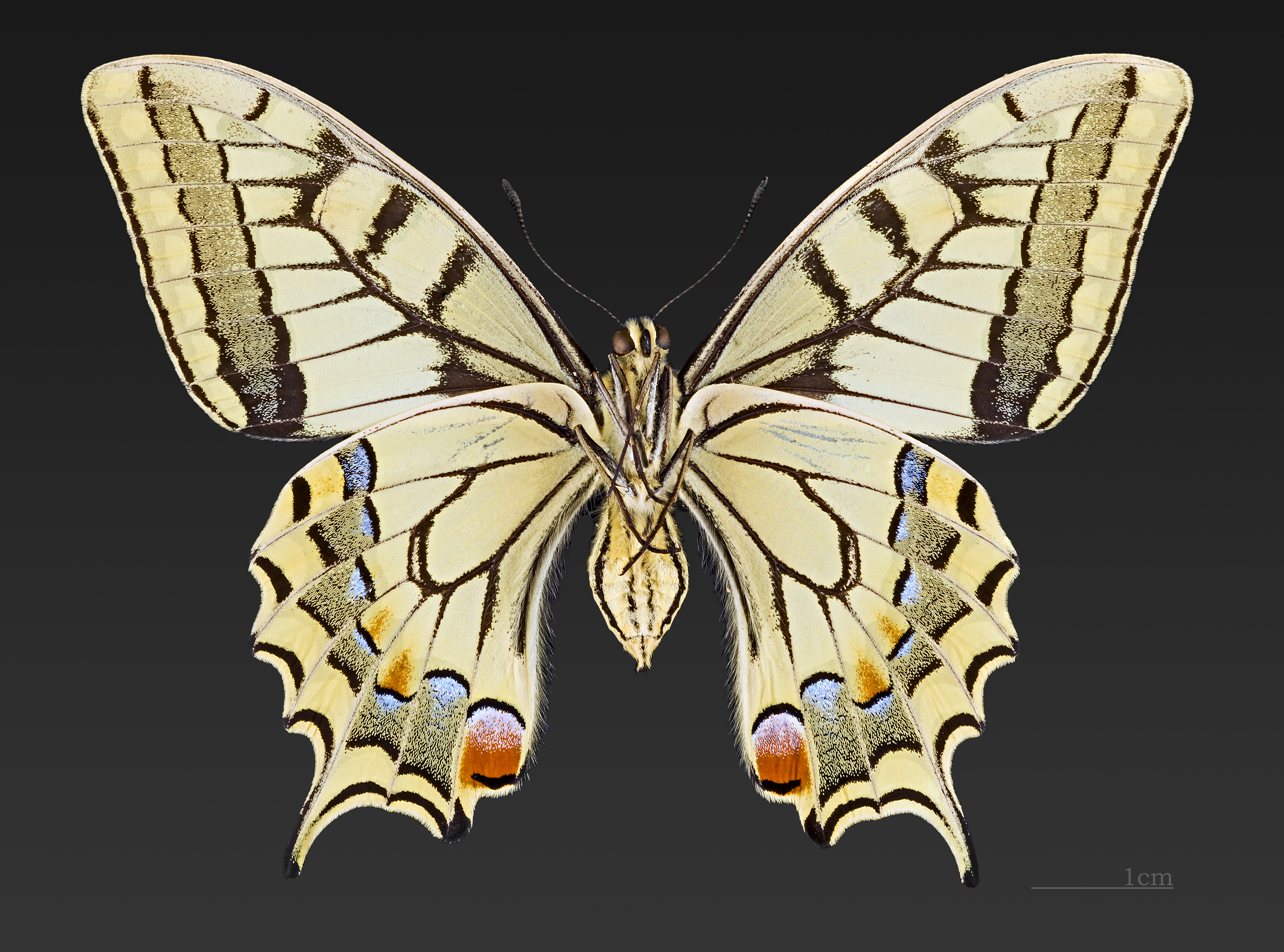
Femelle - Face ventrale (muséum de Toulouse).
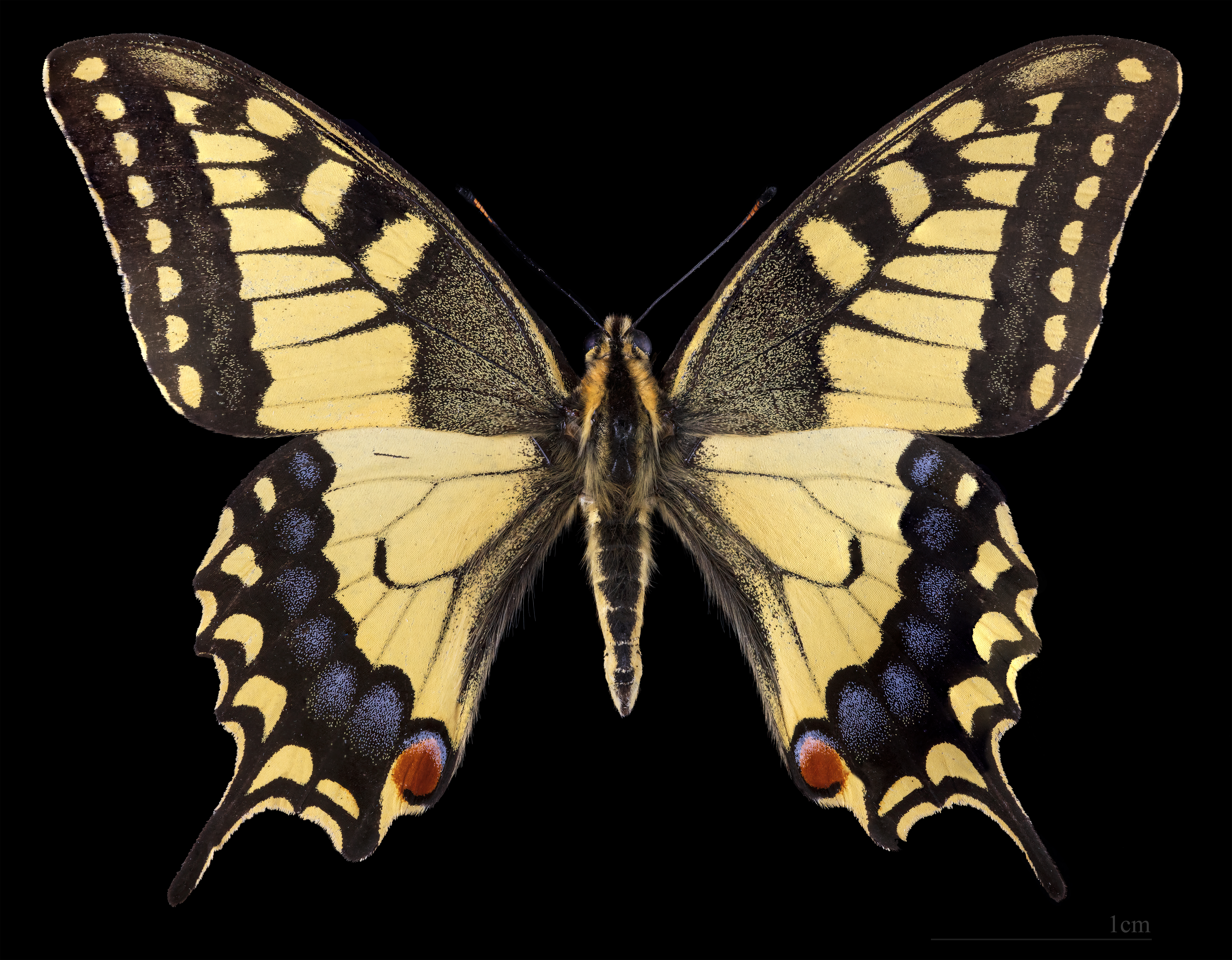
Mâle - Face dorsale (muséum de Toulouse).
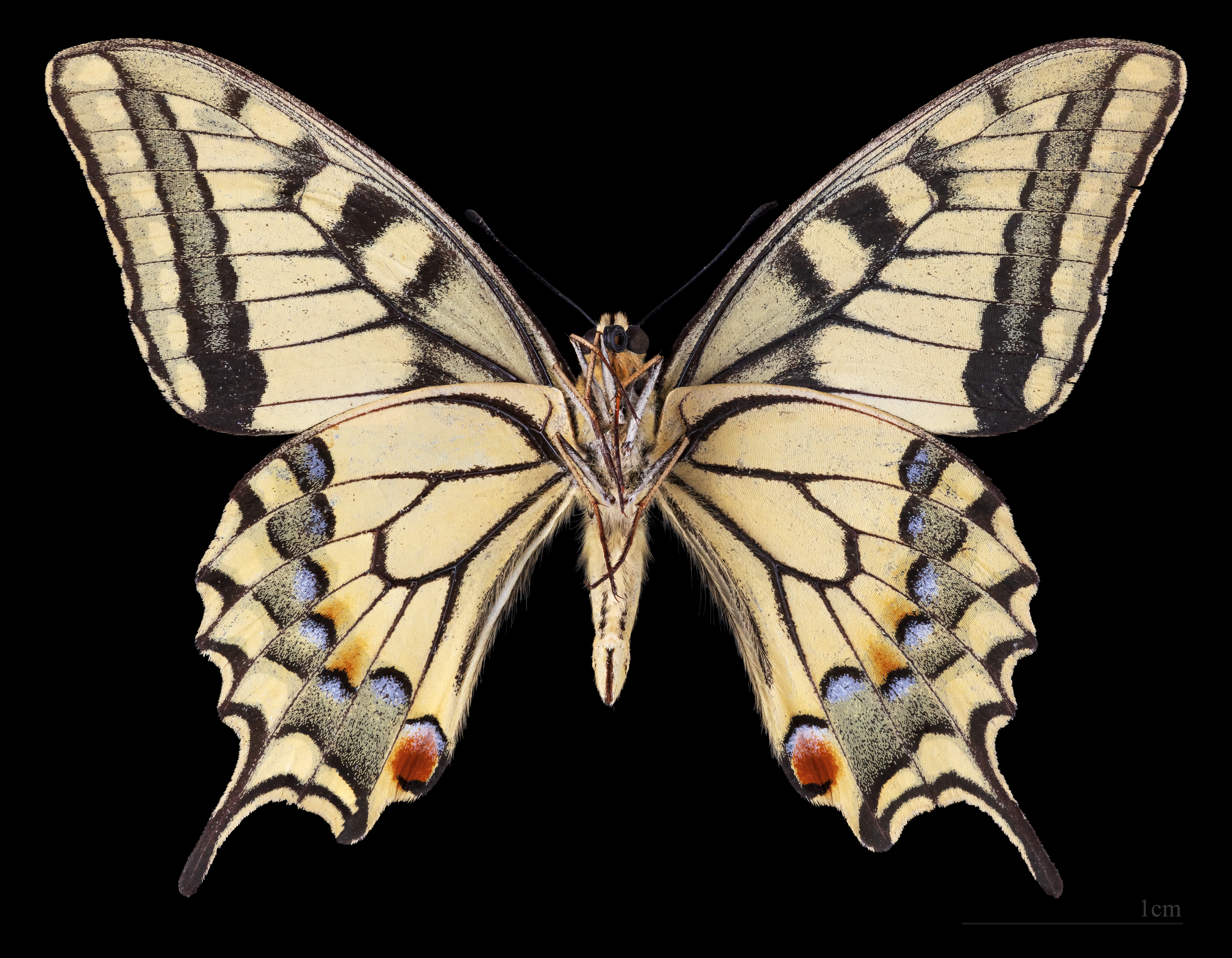
Face ventrale (muséum de Toulouse).

#### Espèces ressemblantes
Dans certaines régions, le Machaon peut être confondu avec d'autres espèces : Papilio hospiton en Corse et en Sardaigne, Papilio saharae en Afrique du Nord, et Papilio zelicaon et P. polyxenes en Amérique du Nord. Plus rarement, les profanes peuvent le confondre avec le flambé Iphiclides podalirius comme en témoignent les nombreux sites de questions.

### Premiers stades
Les œufs sont pondus isolément sur les feuilles d'une plante nourricière (ombellifère). Au cours du temps, les œufs, de couleur jaune, grossissent, brunissent puis noircissent, à l’image des futures chenilles. L'éclosion s'effectue environ une semaine après la ponte. Le développement larvaire dure à peu près un mois.

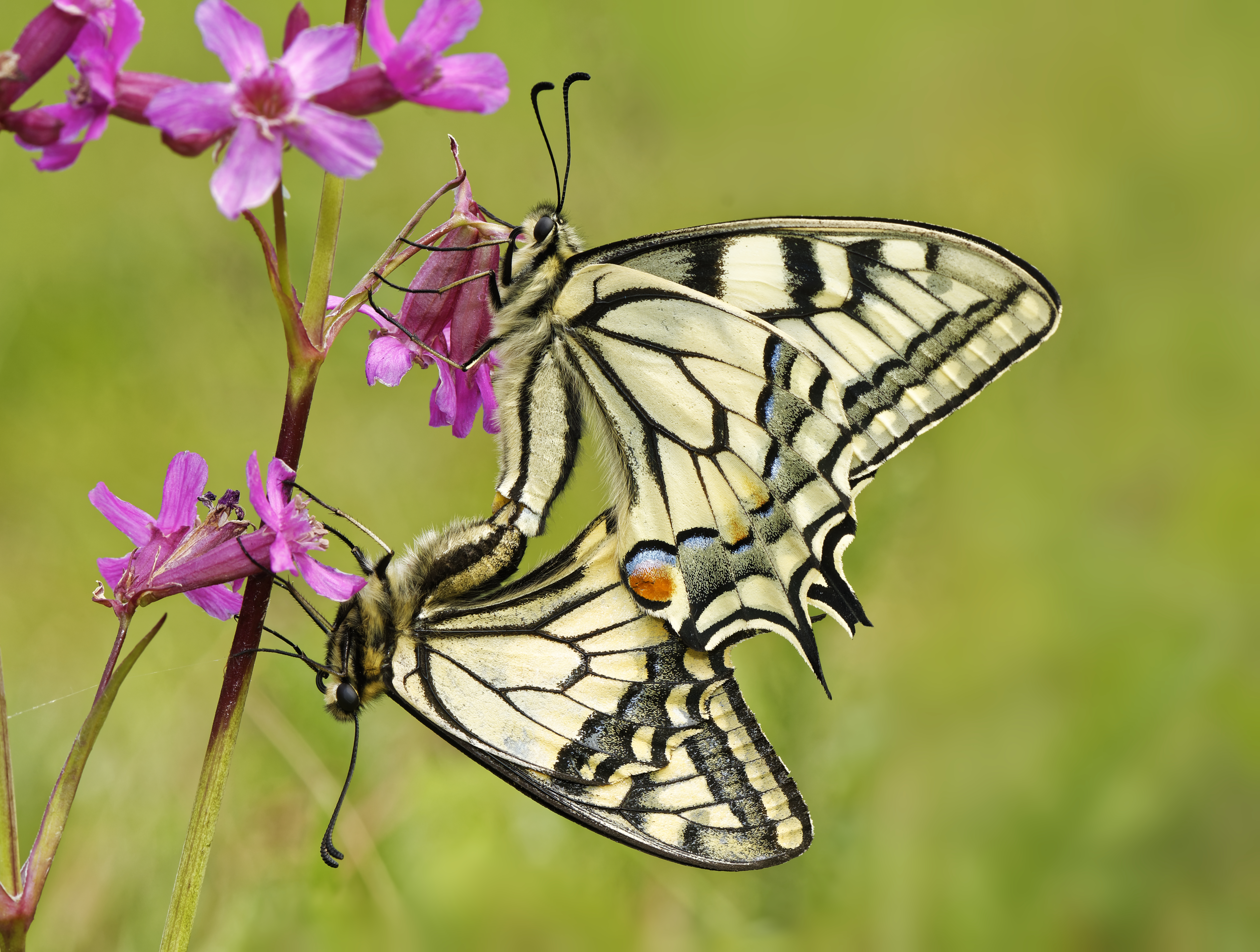
Accouplement.
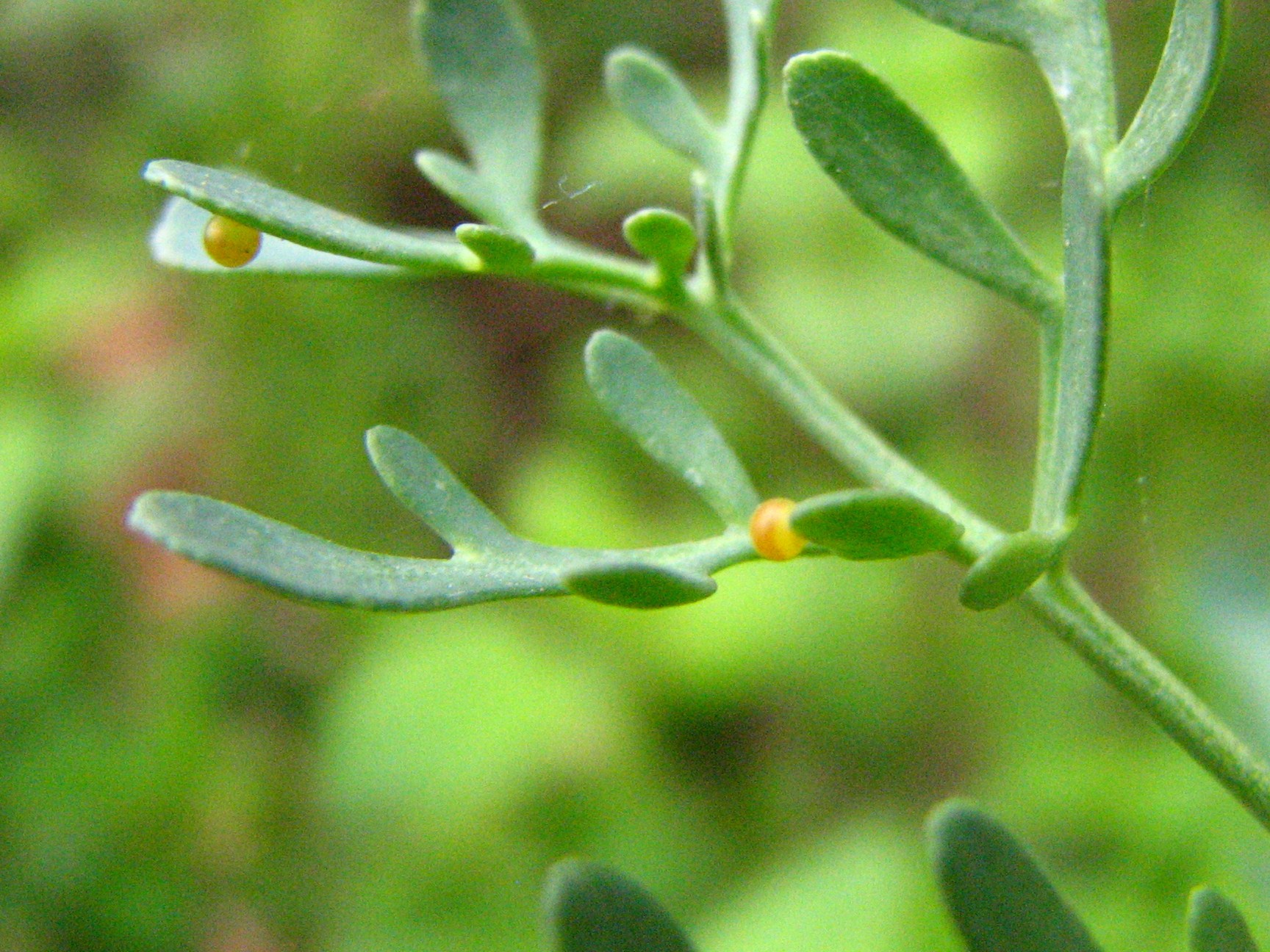
Œufs.
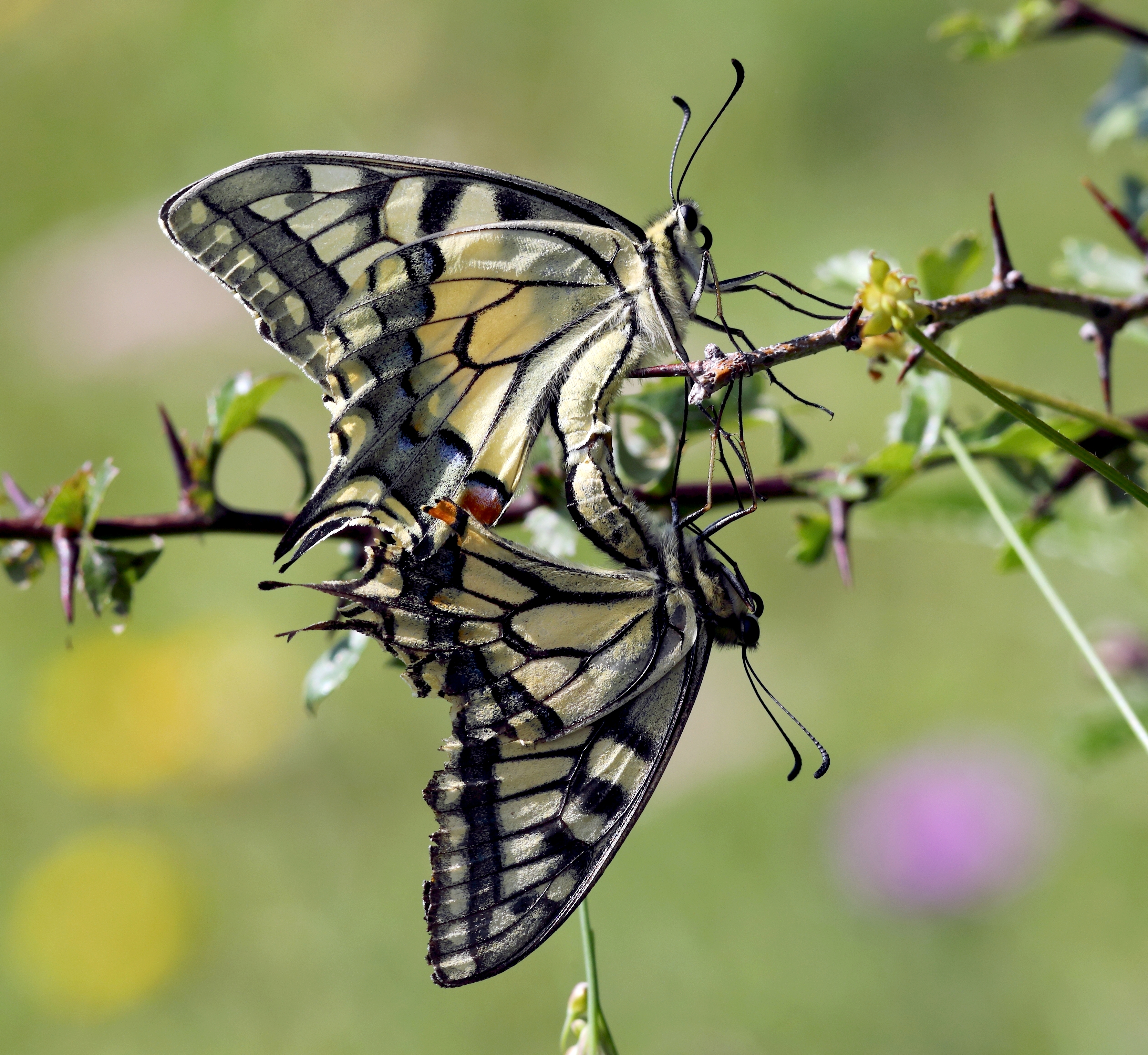
Accouplement de machaons dans le Naturpark Almenland (de) en Autriche. Juillet 2022.

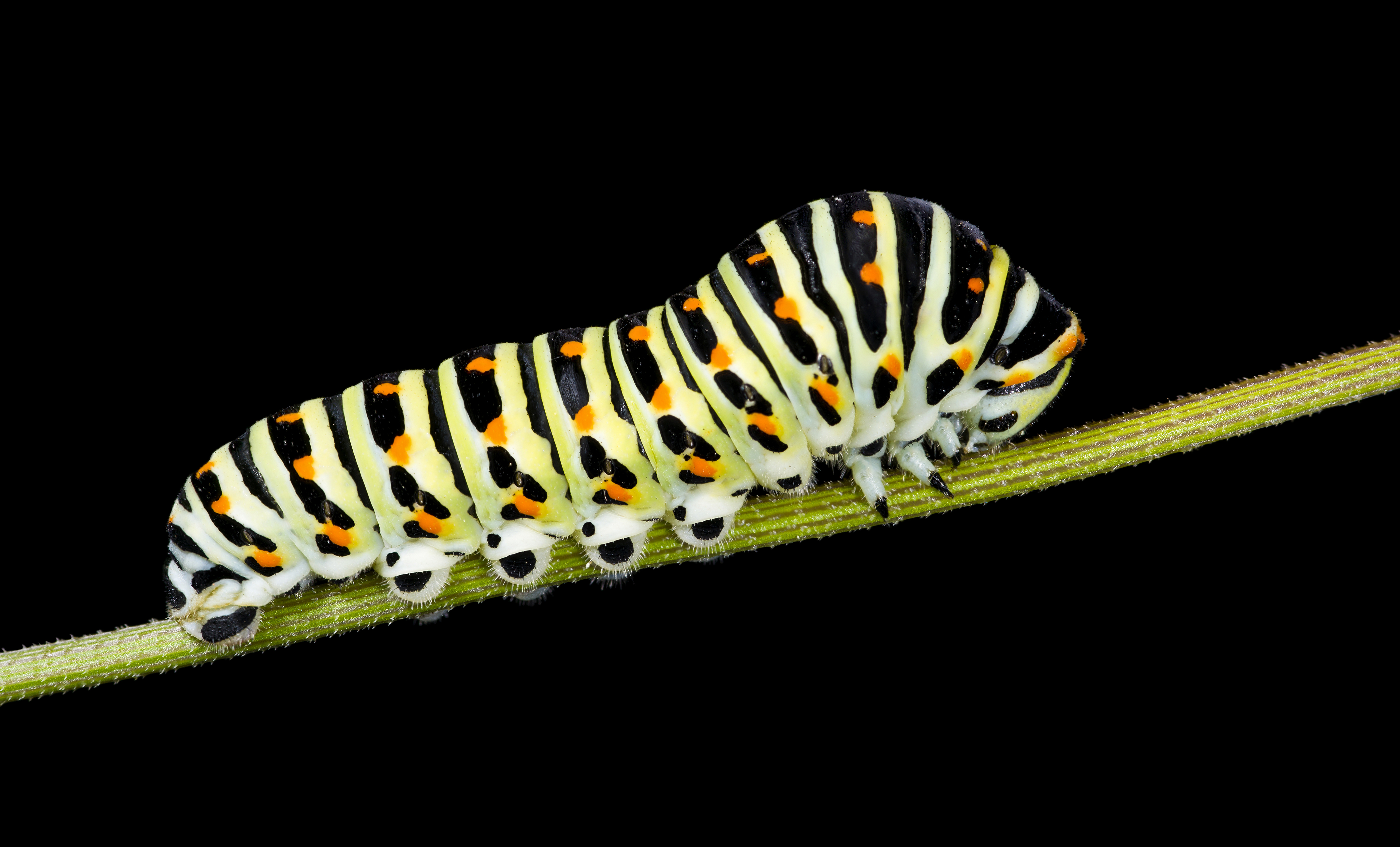
Chenille au repos.
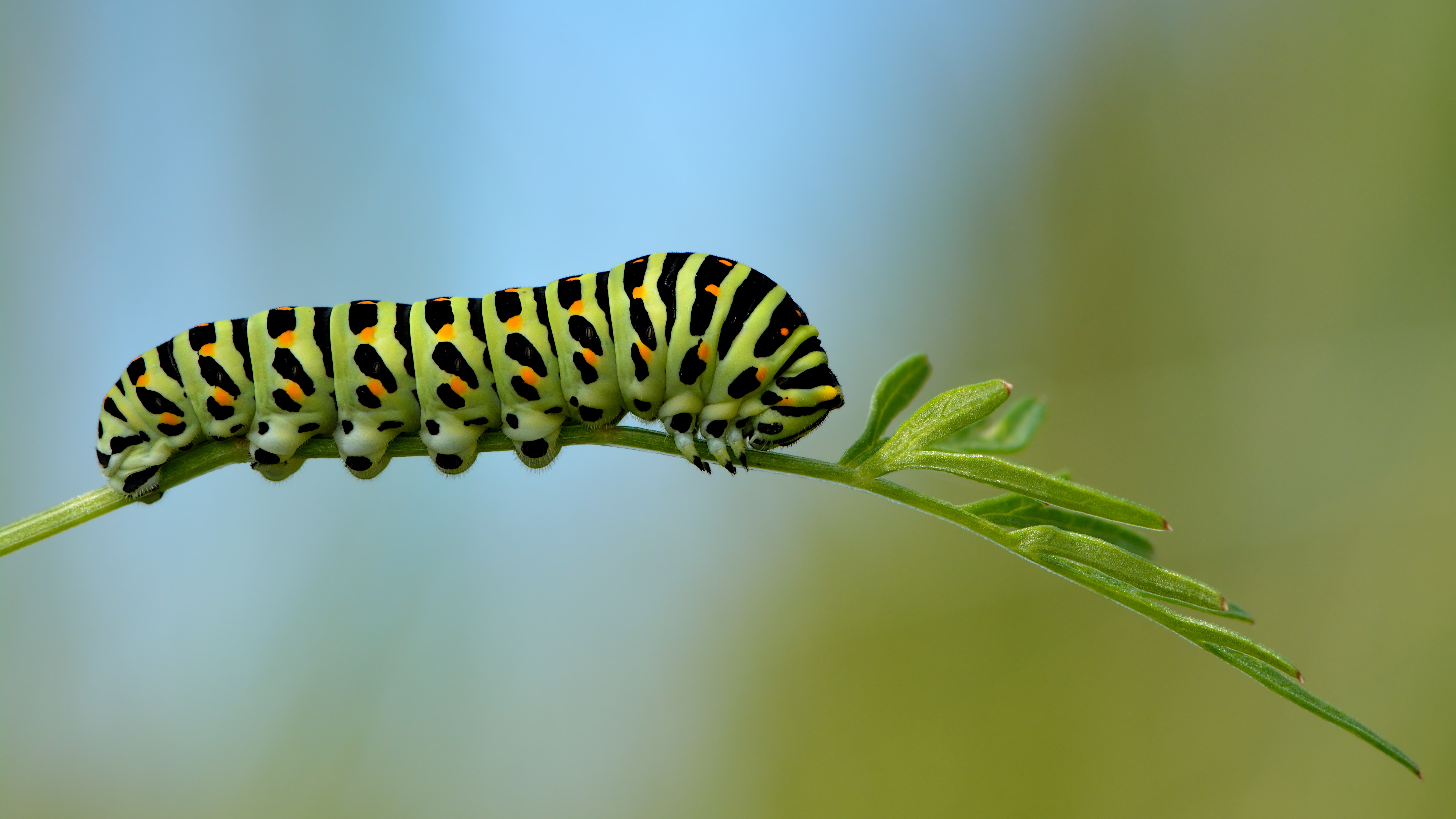
Chenille sur Daucus carota, en Estonie.
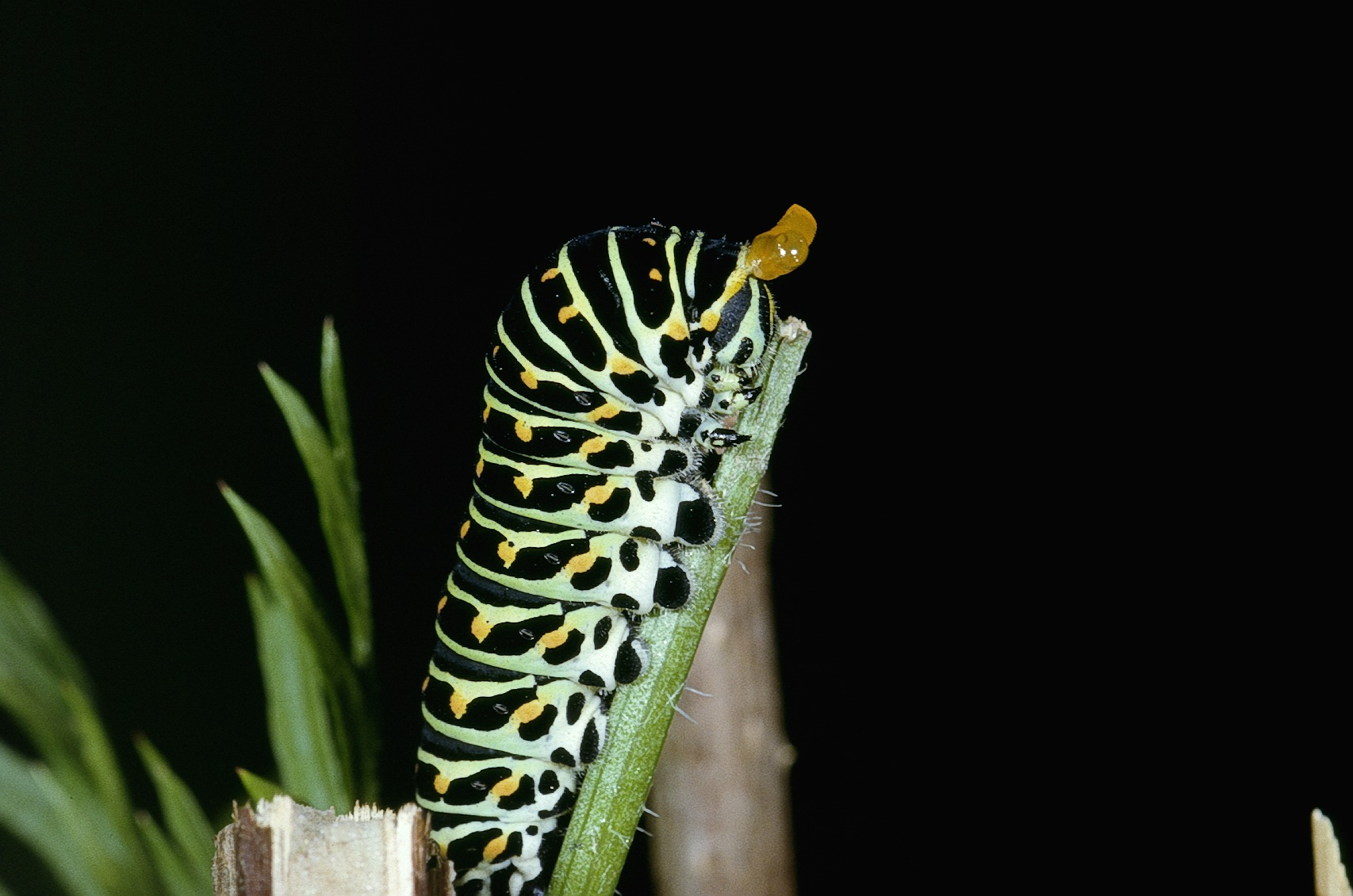
Chenille inquiète faisant saillir son osmeterium.
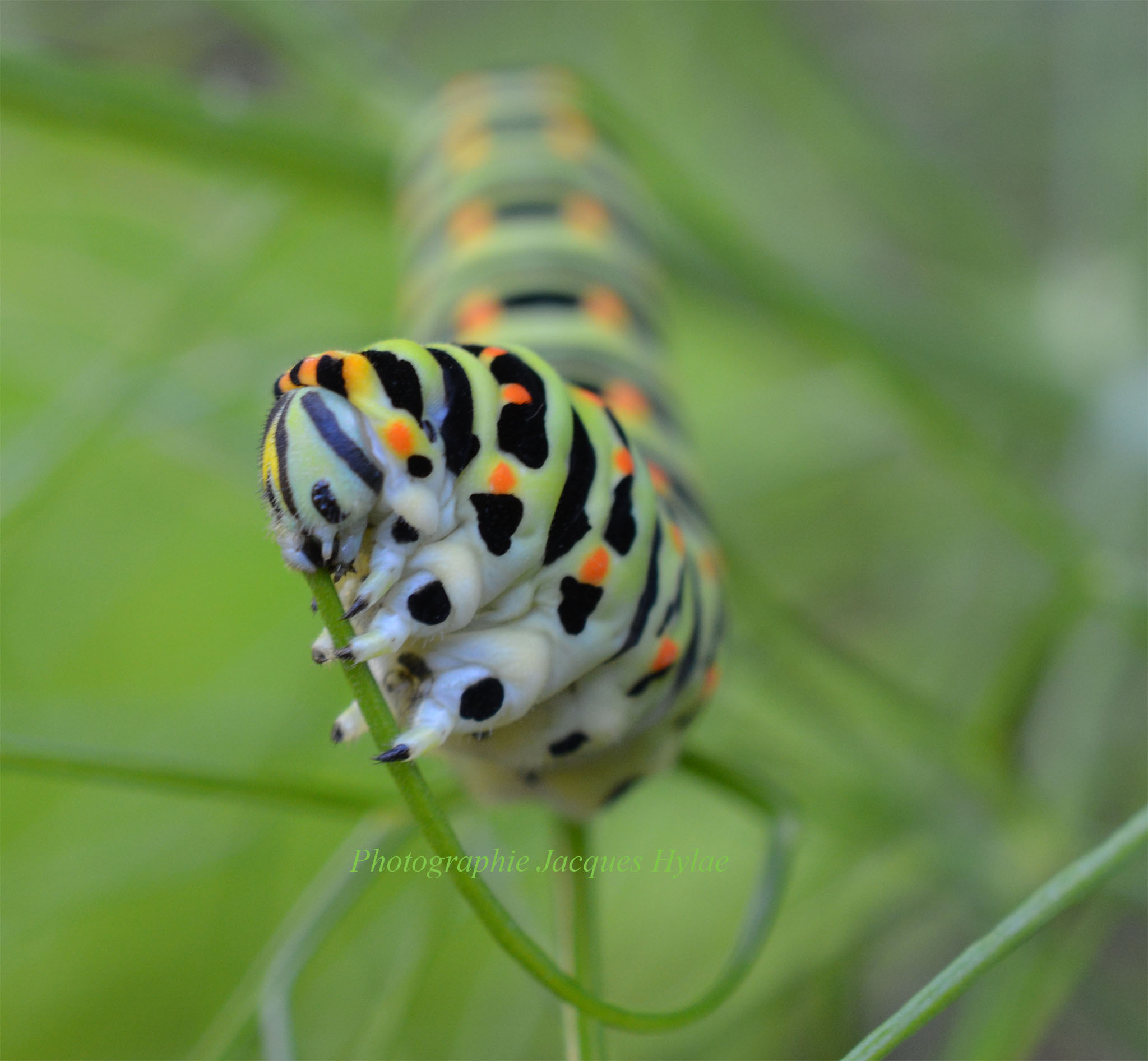
Chenille de machaon dévorant une tige de fenouil
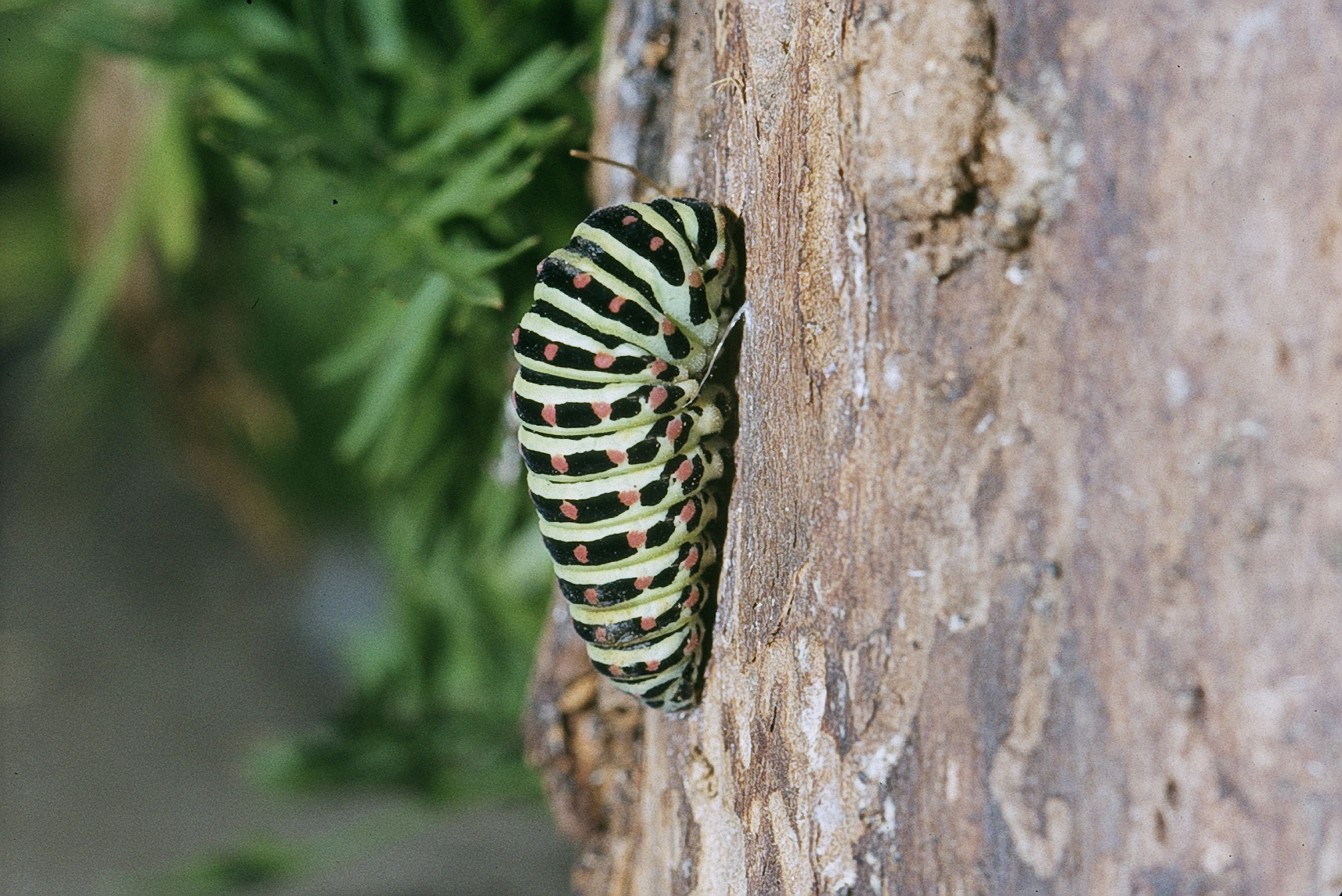
Début de la transformation en chrysalide : la chenille s'est ceinturée au support.
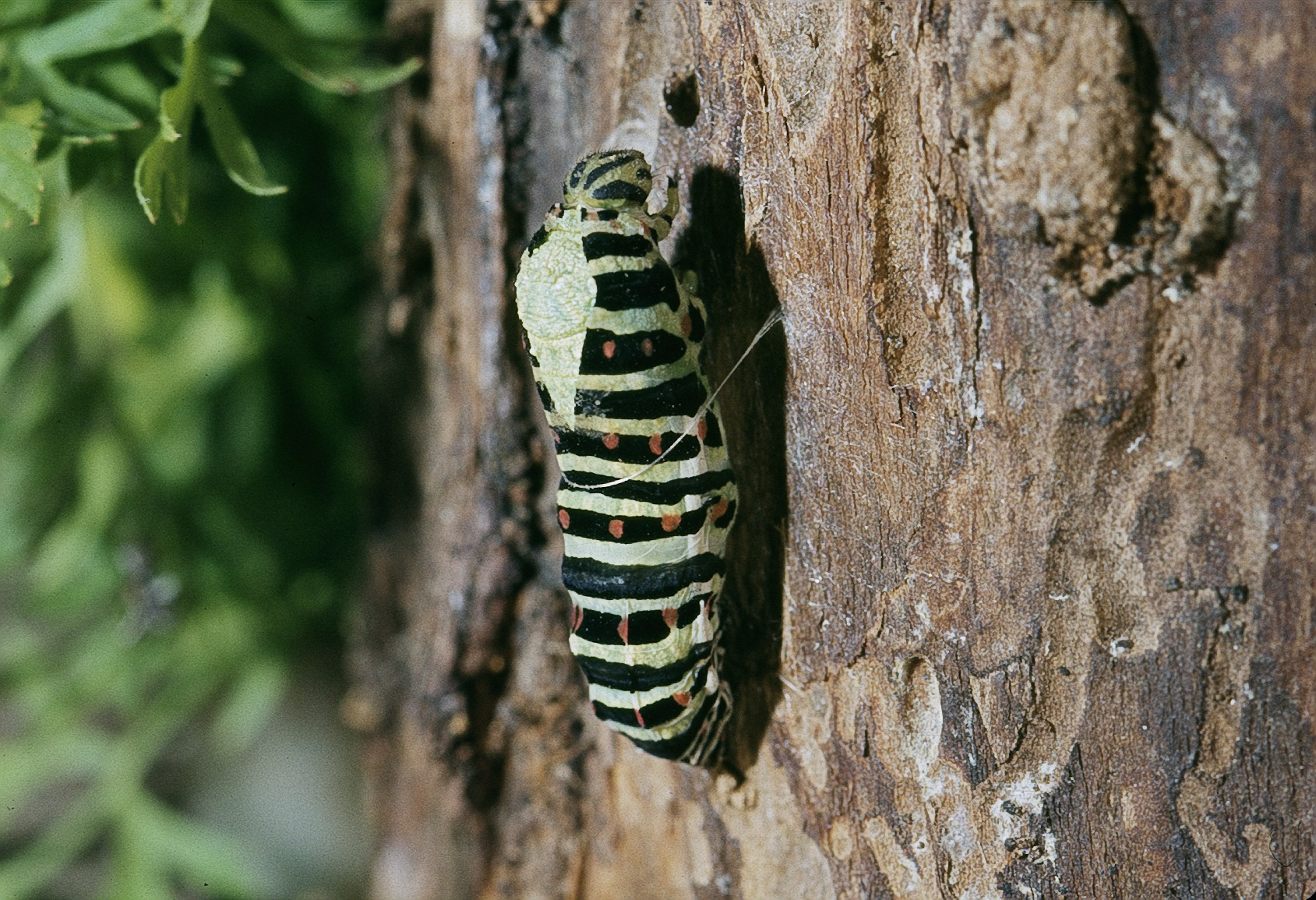
Suite de la transformation : la peau se déchire et se retrousse vers le bas.
- Transformation de la chenille en chrysalide.

La chenille du Machaon a une activité diurne ; elle est visible de mai à juillet puis d'août à octobre. Quand on l'inquiète, elle fait saillir son osmeterium orangé (glande odorante qui éloigne les prédateurs). Pour éclore, la chenille commence à manger l’enveloppe de l’œuf depuis l’intérieur. Après éclosion, la chenille, mesurant quelques millimètres, finit de manger le reste de l’œuf, riche en éléments nutritifs. En grandissant, une tache blanche apparaît au centre du corps de la larve. De plus, des appendices, formant de nombreux piquants se développent. Autour de ceux-ci, des taches orange apparaissent. Puis les piques et la tache blanche rétrécissent. Elle grandit jusqu’à mesurer plus de 4 cm et verdit plus ou moins en fonction des individus.
Tout au long de ce stade larvaire, le Machaon grossit en se nourrissant de sa plante hôte et effectue plusieurs mues.
La chrysalide est entourée d'une ceinture de soie et fixée à la base par le cremaster. Selon les saisons, le stade nymphal dure trois semaines ou tout l'hiver. Les imagos peuvent s'observer de mars à septembre.

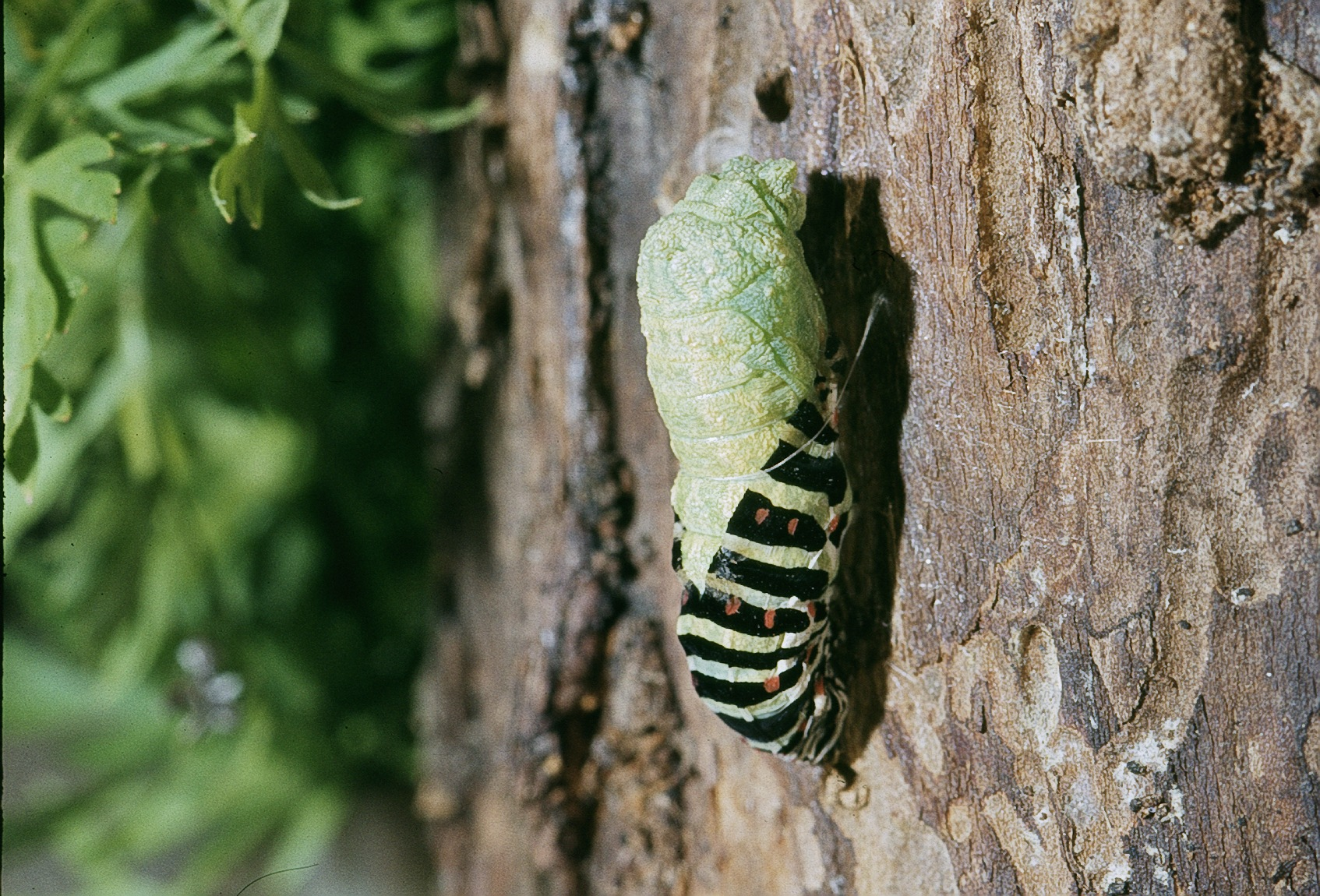
La transformation s'achève.
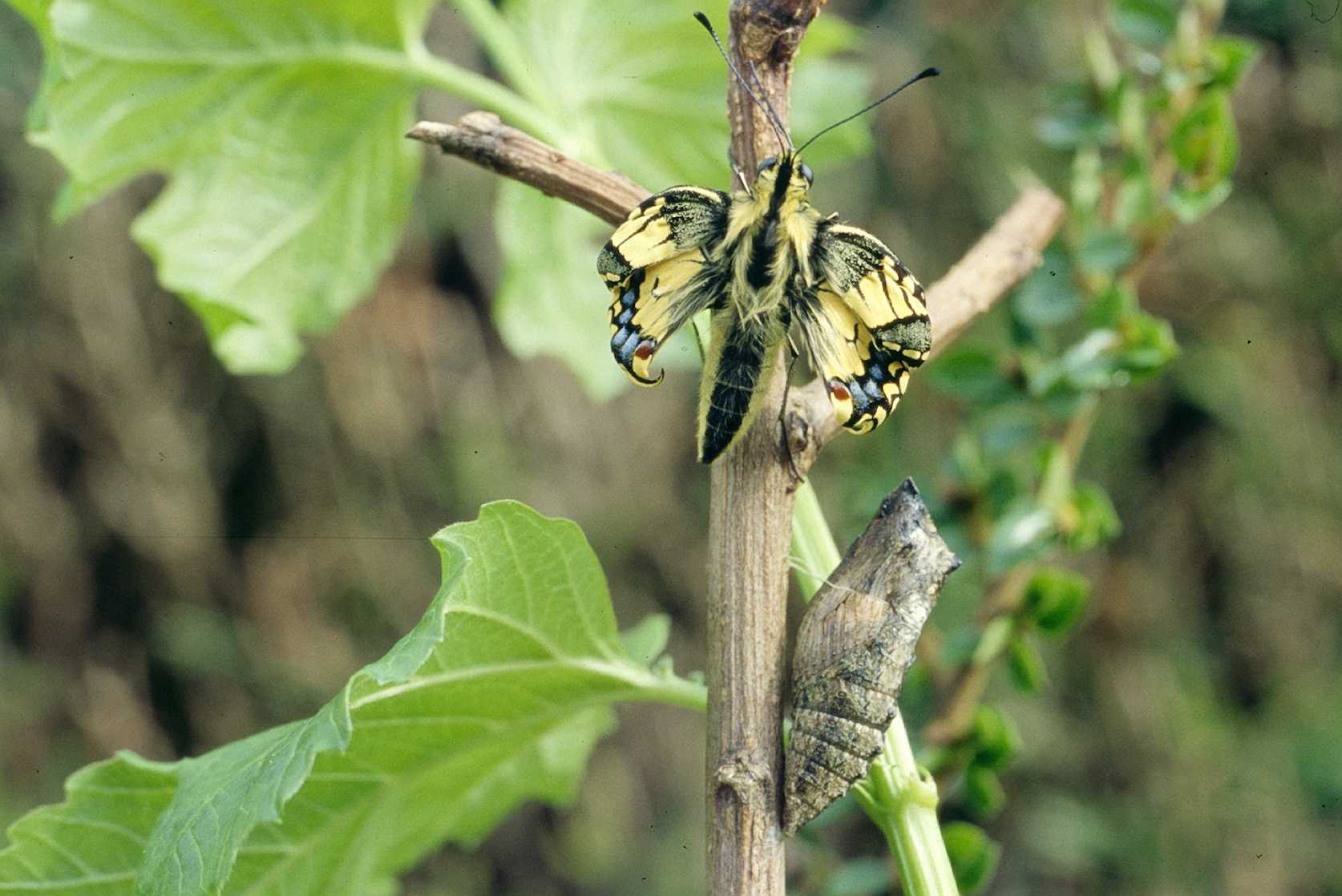
Émergence de l'imago : en l'espace de quelques secondes, il s'éloigne de sa chrysalide pour laisser durcir ses ailes avant l'envol.
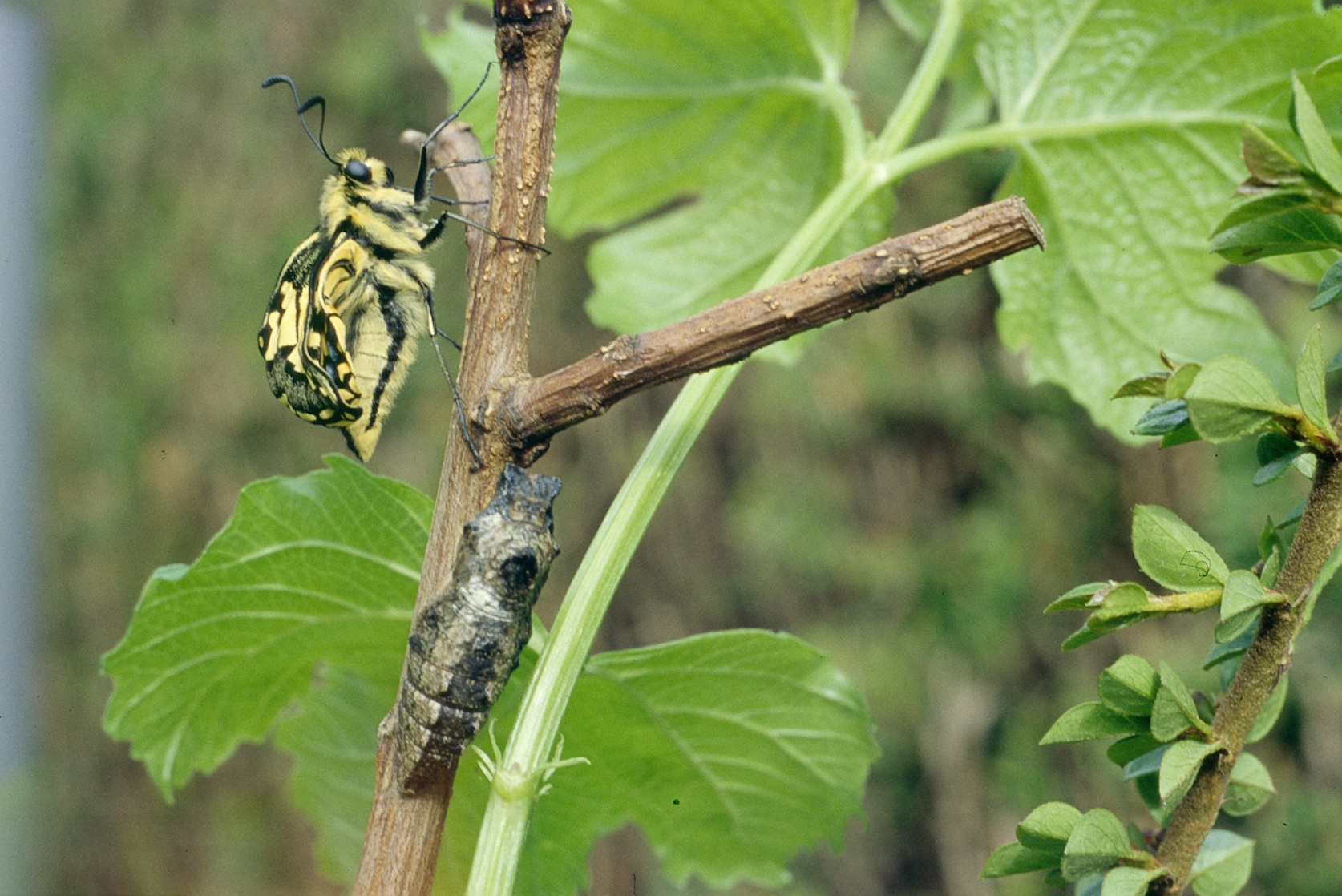
Émergence d'un machaon.
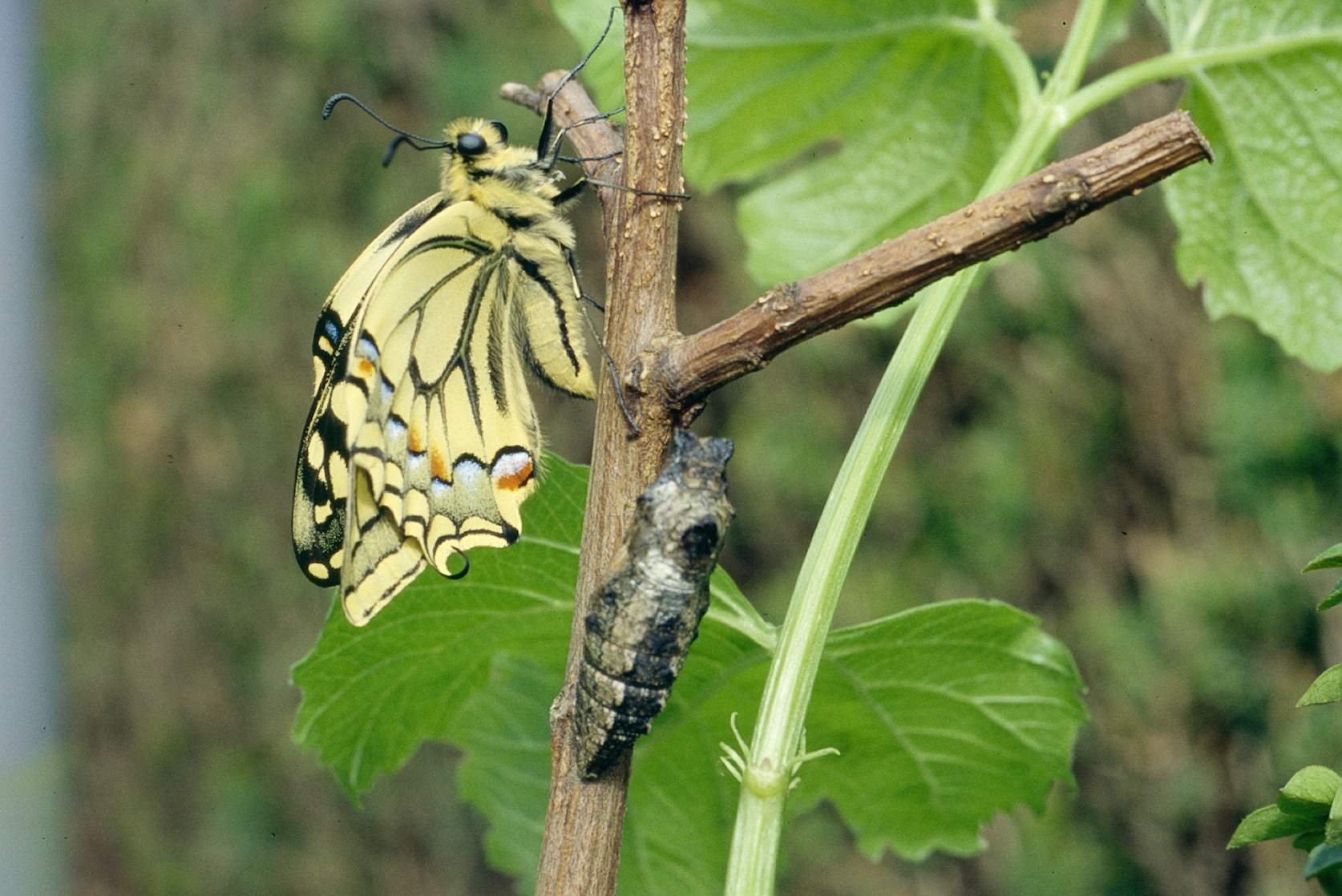
Les ailes commencent à devenir plus dures et se détendent.
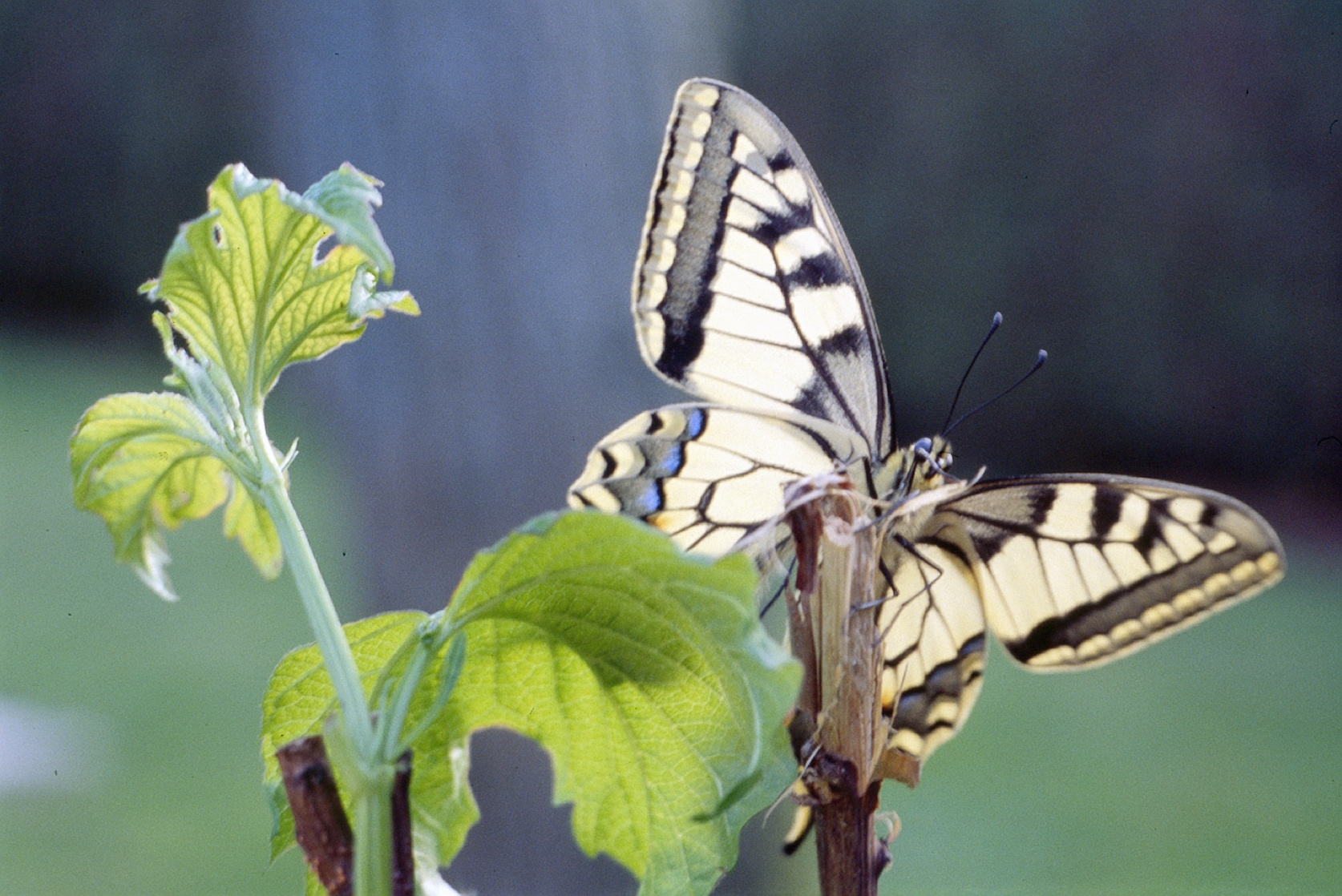
Vue de dessous de l'imago.
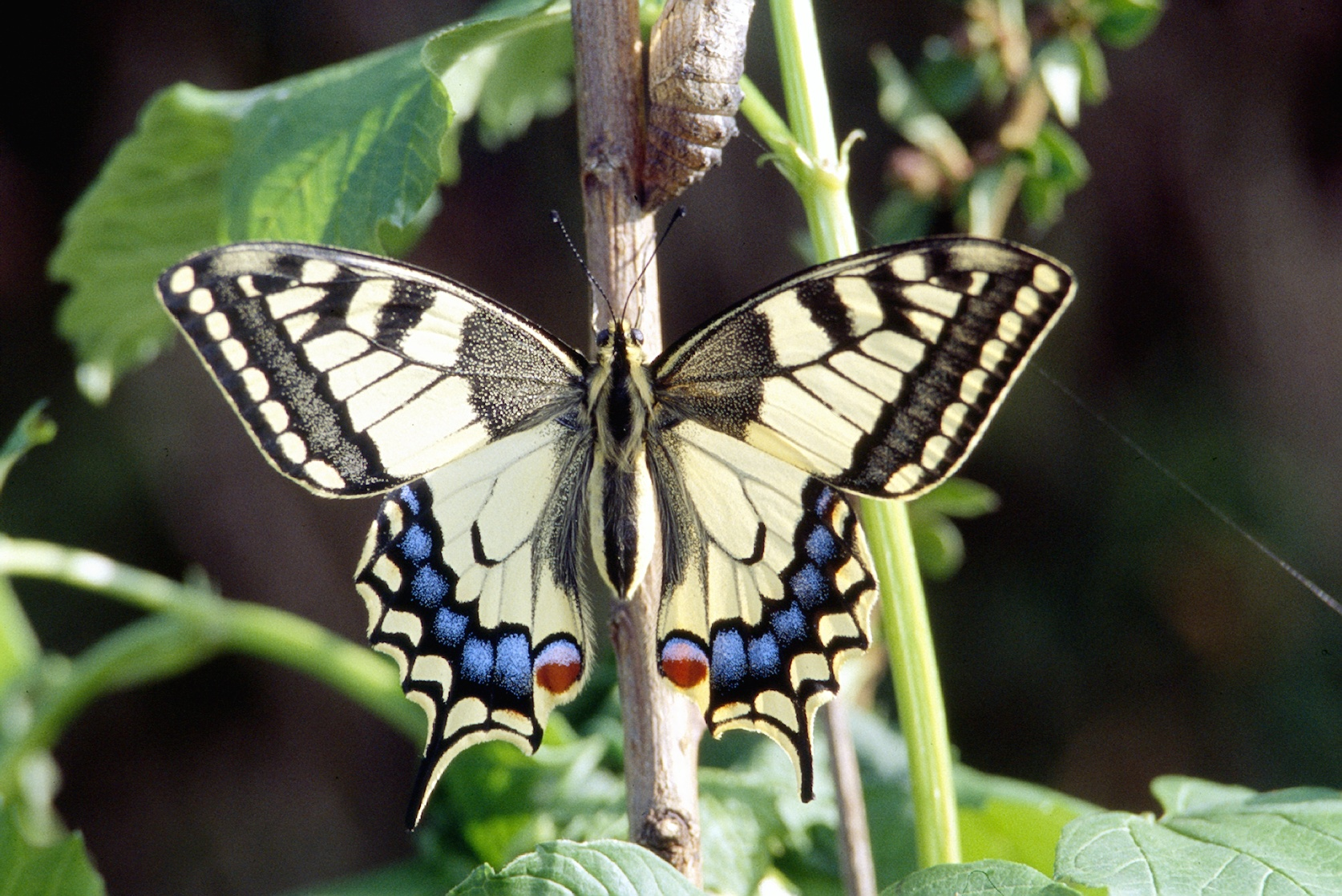
Juste avant l'envol, l'imago est parfait. Il consacrera son temps à la reproduction de son espèce.
- Le jour de l'émergence.

Une chenille de machaon, taille 4cm
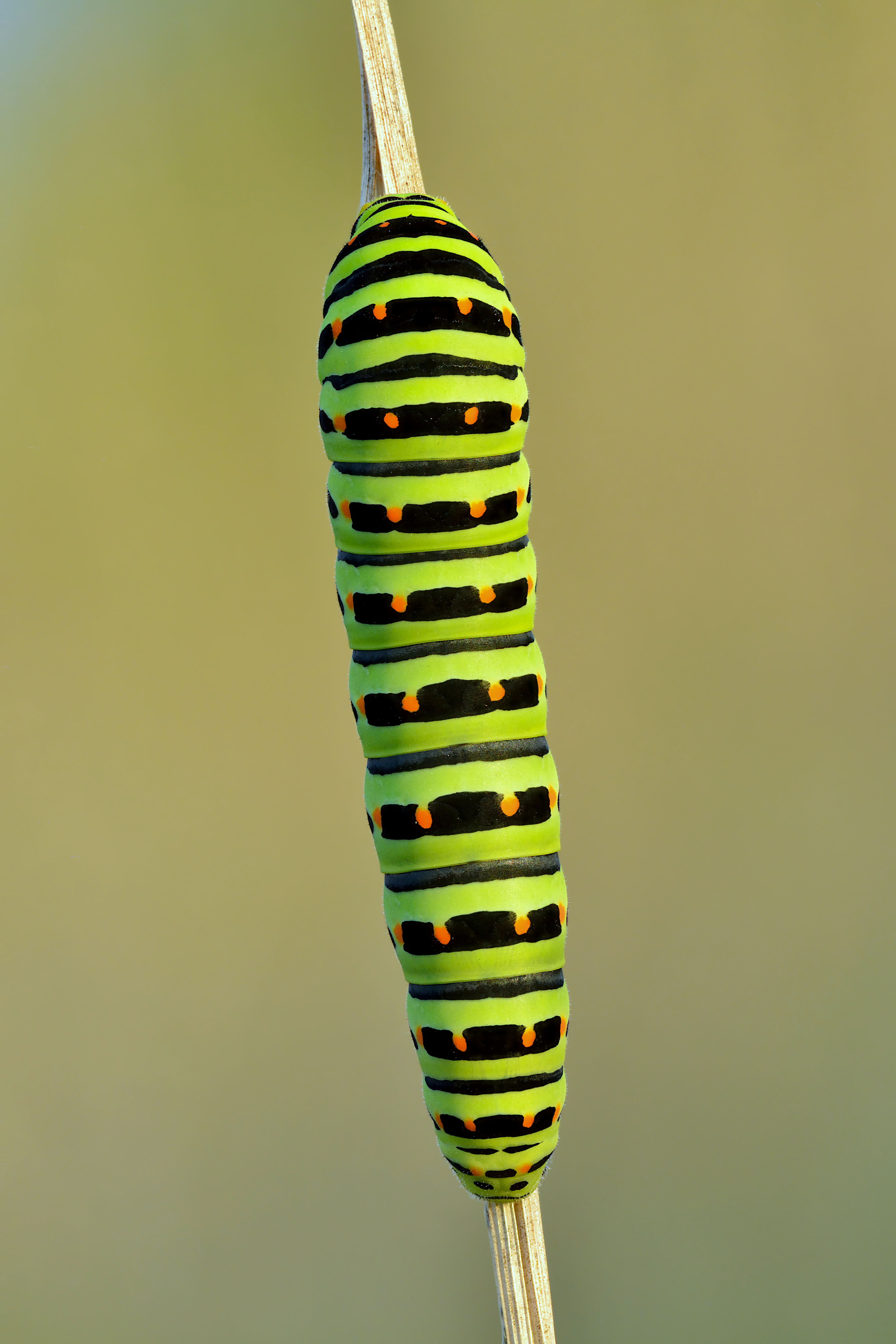
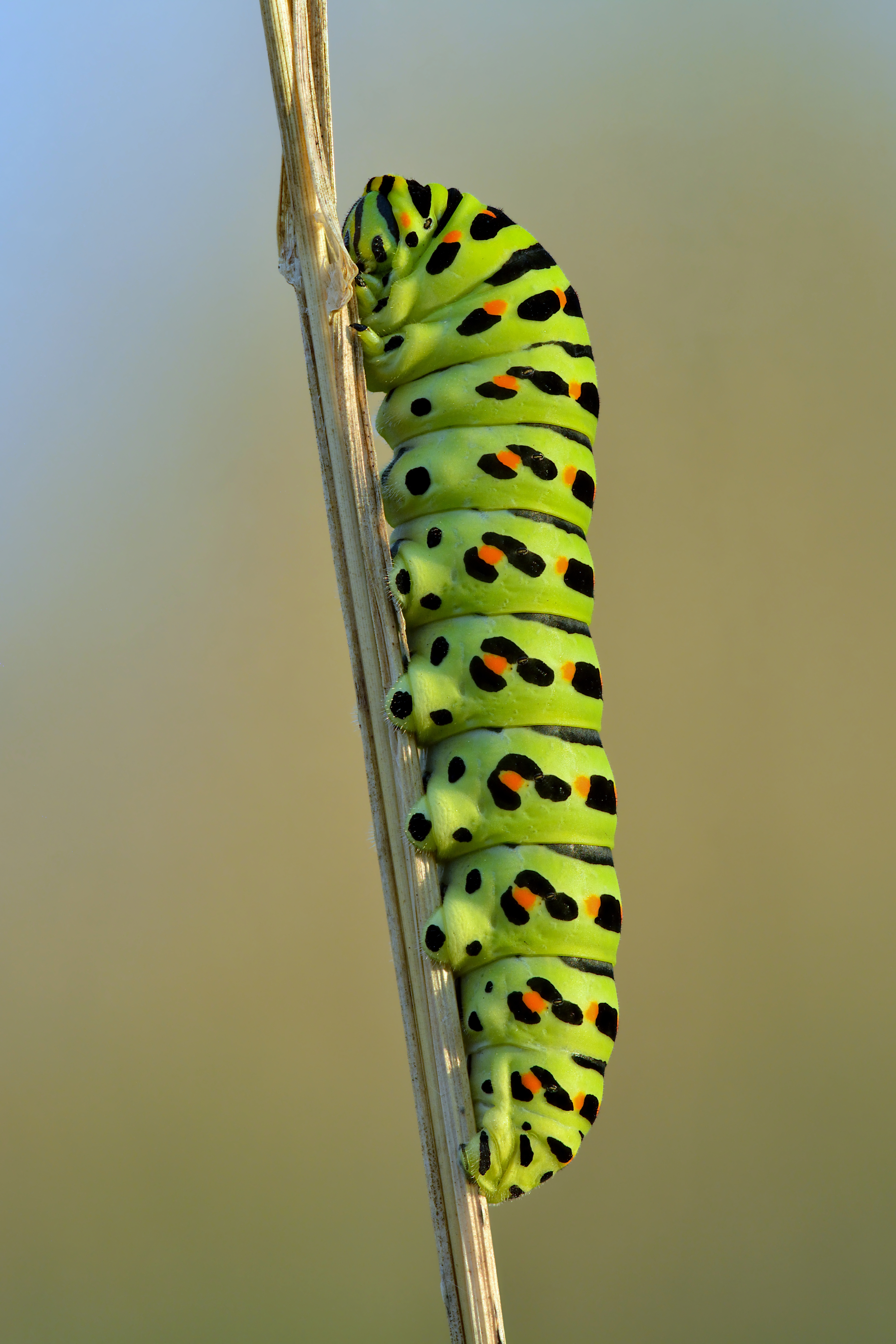
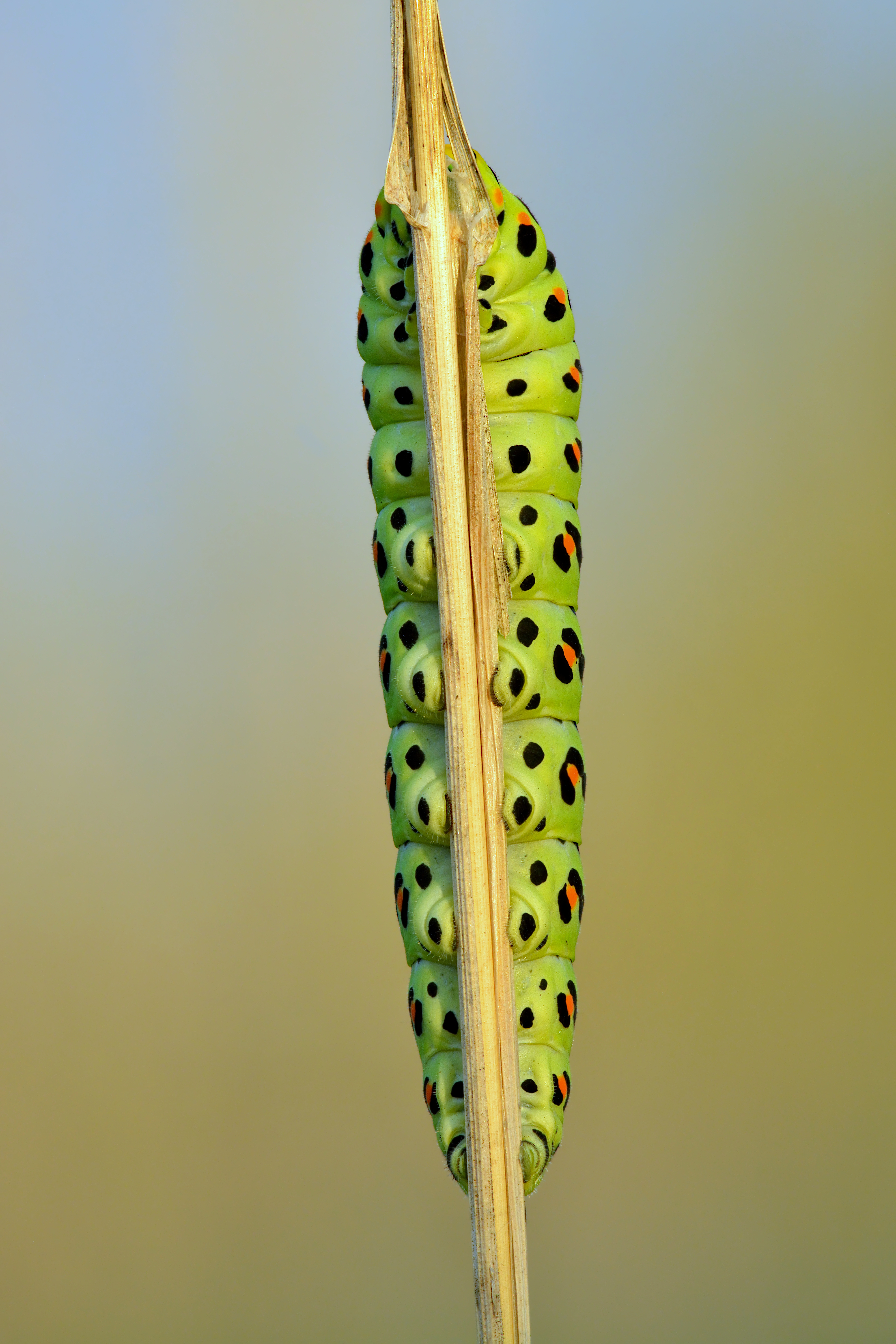

## Biologie

### Phénologie
Le Machaon est généralement multivoltin : il vole et se reproduit de fin mars à septembre et deux ou trois générations se succèdent pendant cette période (mais une seule en montagne et dans le Nord de son aire de répartition).
Il hiverne au stade de chrysalide (certains imagos hiverneraient aussi[réf. nécessaire]).

### Plantes hôtes

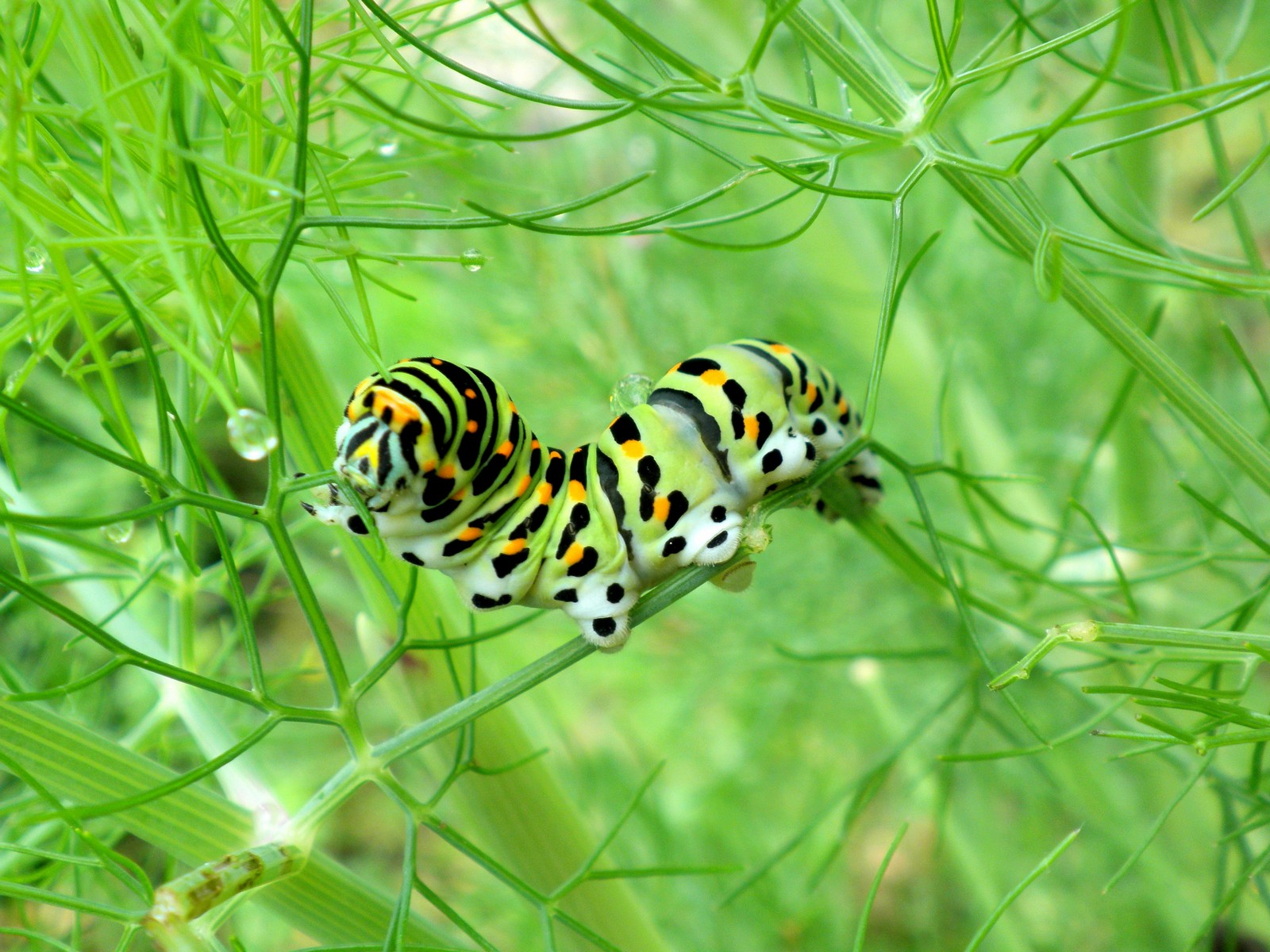
Une chenille se nourrissant de fenouil.

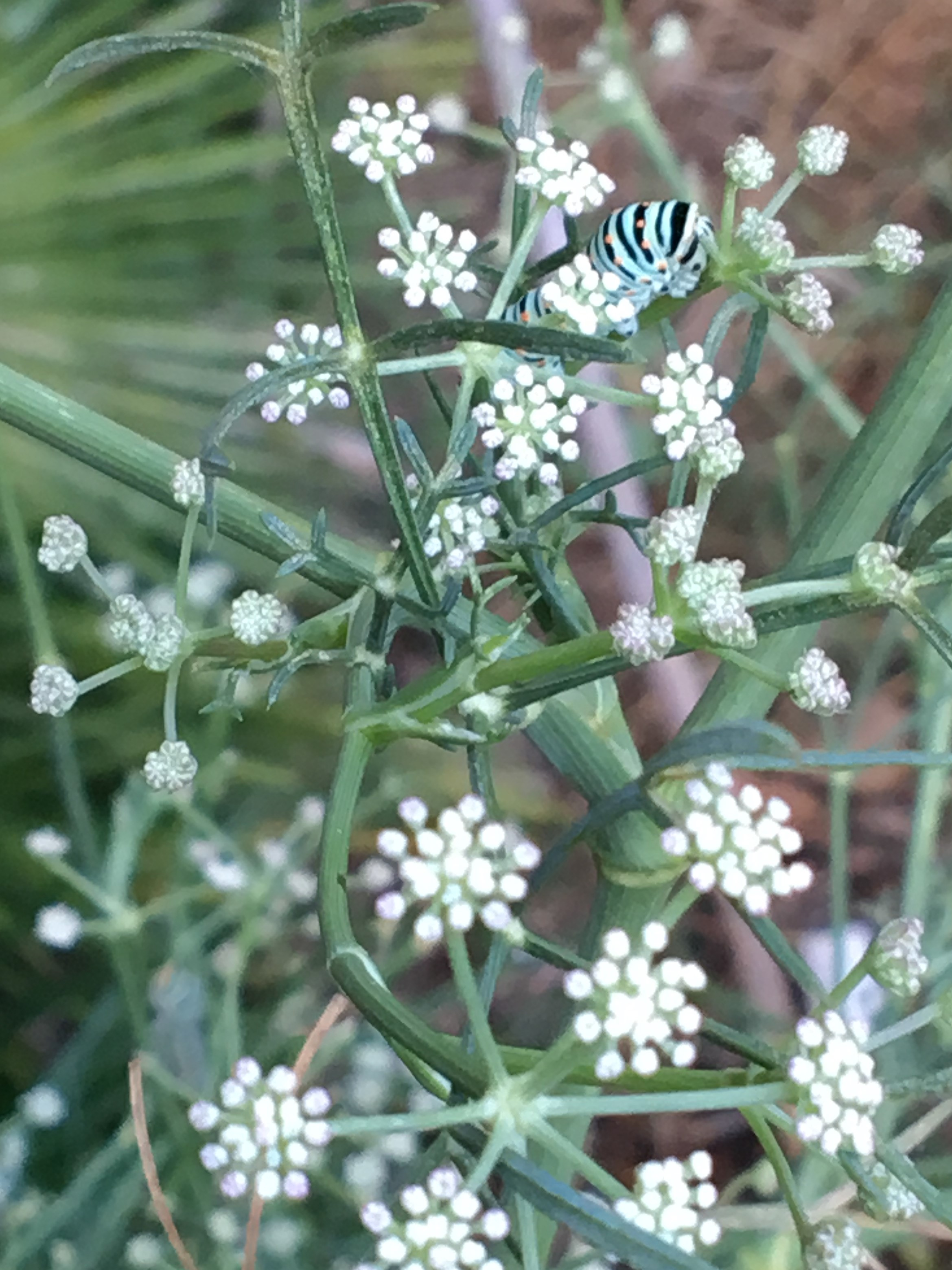
Une chenille de Machaon sur des fleurs de Seseli tortuosum.

On recense plusieurs dizaines de plantes hôtes pour la chenille du Machaon.
En Europe, elle consomme principalement diverses Apiacées (ombellifères), comme le fenouil commun, la carotte, l'aneth, le persil, certains peucédans, lasers, angéliques et sésélis,, mais aussi localement certaines Rutacées, comme la rue fétide et la fraxinelle en Europe,, et les agrumes en Orient[réf. souhaitée].
En Amérique du Nord, les plantes-hôtes sont principalement des armoises, notamment l'estragon.

## Répartition et habitats

### Répartition
Cette espèce possède une vaste aire de répartition couvrant pratiquement tout l'hémisphère nord tempéré : elle se rencontre en Europe, en Afrique du Nord, dans les régions tempérées de l'Asie jusqu'au Japon, ainsi que dans une partie de l'Amérique du Nord. Elle est présente dans presque toute l'Europe, mais semble se raréfier en Europe centrale et est absente d'Irlande.
En France métropolitaine, le Machaon est présent dans tous les départements, y compris en Corse où il cohabite avec l'espèce endémique cyrno-sarde Papilio hospiton avec laquelle il s'hybride parfois.
Il est très rare en Grande-Bretagne, où la sous-espèce locale ne se trouve que dans The Broads dans le Norfolk, les autres régions étant parfois visitées par la sous-espèce du continent.

### Habitats
Le Machaon fréquente des habitats ouverts variés, en faible densité, et a une tendance dispersive, à la limite de la migration.
On le trouve surtout dans des sites humides en Europe du Nord, dans des lieux herbus secs ou humides en Europe médiane, et en Europe méditerranéenne dans tout habitat où poussent ses plantes-hôtes. À basse altitude, il se reproduit dans les friches, prairies fleuries et aux abords des cultures, mais on le rencontre souvent entre 1 000 et 2 000 m du fait de sa tendance dispersive, et parfois jusqu'à 3 000 m.

## Systématique
L'espèce Papilio machaon a été décrite par le naturaliste suédois Carl von Linné en 1758 dans la dixième édition de Systema naturae. La localité type est la Suède. L'épithète spécifique fait référence à Machaon, un héros de la mythologie grecque.
Papilio machaon est l'espèce type du genre Papilio Linné, 1758.
Au sein de l'ordre des lépidoptères, elle est classée dans la super-famille des Papilionoidea, la famille des Papilionidae et la sous-famille des Papilioninae, pour lesquelles Papilio est lui-même le genre type.

### Sous-espèces

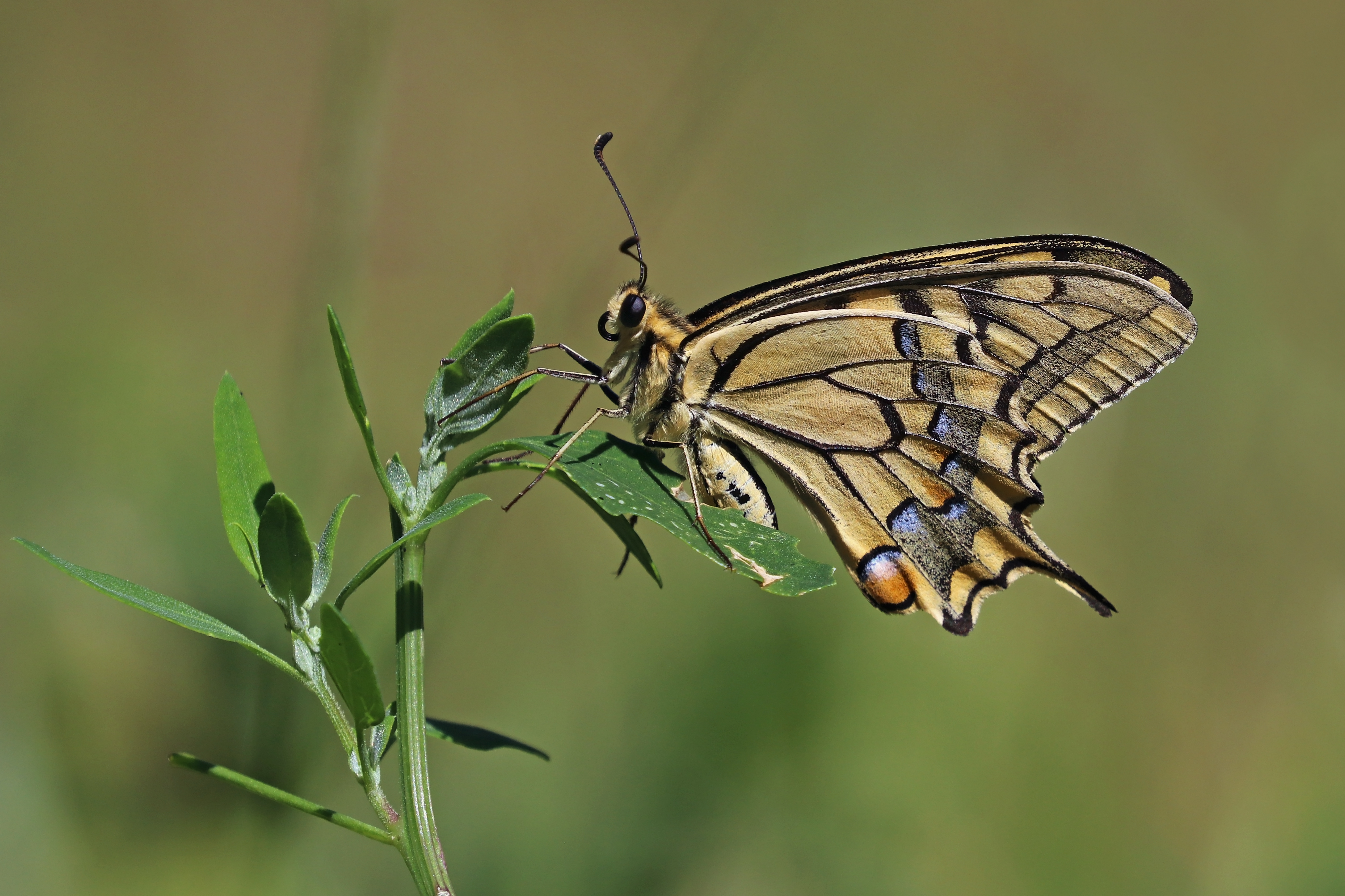
Papilio machaon gorganus, en Hongrie.

Plus de cent sous-espèces ont été décrites, mais toutes ne sont pas reconnues par tous les auteurs. On peut notamment citer :
- Papilio machaon machaon Linné, 1758 — Europe
- Papilio machaon aliaska Scudder, 1869 — Tchoukotka, Alaska, Canada
- Papilio machaon annae Gistel, 1857
- Papilio machaon archias Fruhstorfer, 1907
- Papilio machaon asiaticus Ménétriés, 1855
- Papilio machaon baijangenis Huang & Murayama, 1992
- Papilio machaon bairdii Edwards, 1866 — États-Unis
- Papilio machaon birmanicus Rothschild, 1908
- Papilio machaon britannicus Seitz, 1907 — Grande-Bretagne
- Papilio machaon brucei Edwards, 1893 — Canada, États-Unis
- Papilio machaon centralis Staudinger, 1886 — Asie centrale
- Papilio machaon chinensis Verity, 1905
- Papilio machaon gorganus Fruhstorfer, 1922
- Papilio machaon hippocrates C. & R. Felder, 1864 — Japon
- Papilio machaon hudsonianus Clark, 1932
- Papilio machaon kamtschadalus Alphéraky, 1897 — Kamchatka
- Papilio machaon kunkalaschani Eller, 1939
- Papilio machaon ladakensis Moore, 1884 — Asie centrale
- Papilio machaon mauretanica Verity, 1905 — Afrique du Nord
- Papilio machaon montanus Alphéraky, 1897 — Chine
- Papilio machaon muetingi Seyer, 1976 — Oman, Émirats arabes unis[13]
- Papilio machaon neochinensis Sheljuzhko, 1913
- Papilio machaon oregonius Edwards, 1876 — États-Unis
- Papilio machaon sikkimensis Moore, 1884 — Tibet
- Papilio machaon suroia Tytler, 1939
- Papilio machaon sylvina Hemming, 1933
- Papilio machaon taliensis Eller, 1939
- Papilio machaon verityi Fruhstorfer, 1907

## Noms vernaculaires
- En français : le Machaon ou le Grand porte-queue (ce dernier nom désigne aussi l'espèce américaine Papilio cresphontes).
- En anglais : swallowtail ou common yellow swallowtail (en Europe), Old World swallowtail (en Amérique).
- En allemand : der Schwalbenschwanz.
- En espagnol : macaón.
- En italien : macaone.
- En néerlandais : koninginnenpage.

## Le Machaon et l'Homme

### Protection
Le Machaon est protégé en Slovaquie, Hongrie, Roumanie, Moldavie et dans certaines régions d'Autriche (Carinthie, Haute-Autriche, Vorarlberg) et d'Allemagne (Bade-Wurtemberg, Bavière, Saxe-Anhalt).
Il est protégé en Suisse dans les cantons d'Argovie, Berne, Genève, Obwald, Soleure et Vaud.
Il est déclaré  vulnérable en Corée du Sud et noté sur le Red Data Book en Russie. En Inde, Papilio machaon verityi est protégé.

### Symbole
Le Machaon est déclaré « Animal de l’année 2003 » par Pro Natura, une organisation suisse de protection de la nature.

### Philatélie

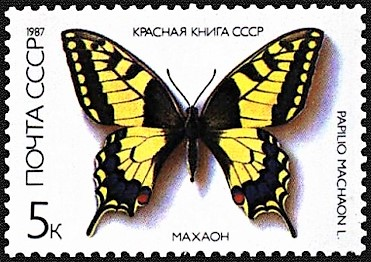
Timbre soviétique.
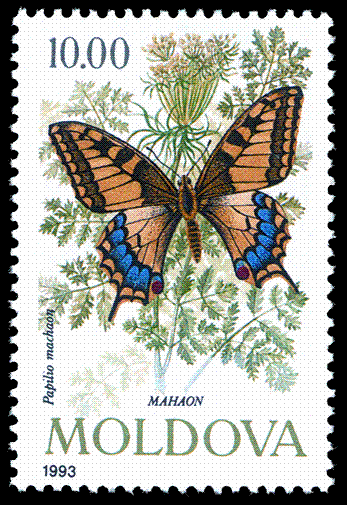
Timbre moldave.

Le Machaon figure sur une émission de l'Allemagne de l'Est de 1964 (valeur faciale : 20 pf.), de l'Allemagne réunifiée de 1991, de l'Union soviétique, de la Moldavie et du Luxembourg, sorti le 27 septembre 2005 (valeur faciale : 0,35 €).

#### Le Machaon en Europe
- Lépi'Net.
- (de) Lepiforum.
- (en) euroButterflies.

#### Le Machaon en Amérique du Nord
- (fr) Papilio machaon : distribution.
- (en) Butterflies and Moths of North America.
- (en) Butterflies of America.